# Litsea parvifolia
Litsea parvifolia är en lagerväxtart som först beskrevs av William Botting Hemsley, och fick sitt nu gällande namn av Carl Christian Mez. Litsea parvifolia ingår i släktet Litsea och familjen lagerväxter. Inga underarter finns listade i Catalogue of Life.